# Synagogenbezirk Erfurt
Der Synagogenbezirk Erfurt mit Sitz in Erfurt, heute die Landeshauptstadt von Thüringen, wurde nach dem Preußischen Judengesetz von 1847 geschaffen.
Zum Synagogenbezirk gehörte nur die Jüdische Gemeinde Erfurt.